# Raška Gora
Raška Gora (serbisch-kyrillisch Рашка Гора [ˈraʃka ˈgɔːra]) ist ein Ort in Bosnien und Herzegowina in der Nähe von Mostar. Er befindet sich westlich der Neretva auf einem bewaldeten Hochplateau über der Schlucht des Flusses und besteht aus mehreren kleinen Ansiedlungen.

## Name
Der Name des Ortes setzt sich wie folgt zusammen:
- raška ist ein vom Substantiv "rašak" (Wassernuss bzw. Wasserkastanie) abgeleitetes Adjektiv
- gora bedeutet Wald bzw. bewaldeter Berg

## Bevölkerung
Bei der letzten Volkszählung vor dem Bosnienkrieg 1991 hatte der Ort 236 Einwohner, davon bezeichneten sich 138 als Kroaten und 98 als Serben. Es gab keine muslimischen Einwohner. Zur Volkszählung 2013 lebten in Raška Gora nur noch 35 Menschen.